# Кристалооптика
Кристалоо́птика (рос. кристаллооптика, англ. crystallooptics, нім. Kristalloptik f) — наука про проходження світла крізь кристали. Межує з оптикою та кристалографією.
Кристалооптика розглядає характерні явища, що спостерігаються при розповсюдженні світла в кристалах, зокрема, подвійне променезаломлення, поляризацію світла, плеохроїзм та інші.